# Жером Голмар
Жером Голмар (на френски: Jérôme Golmard) е френски тенисист.

## Биография
Жером Голмар е роден на 9 септември 1973 г. в Дижон, Франция. 
Жером Голмард е диагностициран с моторна невронна болест през 2014 г. и почива на 31 юли 2017 г. на 43-годишна възраст.

## Кариера
Жером Голмар достига най-висока позиция в световната ранглиста на сингъл, до номер 22 в света, през април 1999 г. Печели 2 титли на сингъл и достига до полуфинал на Монте Карло Мастърс през 1999 г. Голмар има победи над световните №1, Андре Агаси, Джим Къриър, Густаво Куертен, Хуан Карлос Фереро, Марсело Риос и Карлос Моя, както и шампионите от Големия шлем Рихард Крайчек, Горан Иванишевич, Алберт Коста, Гастон Гаудио, Томас Йохансон и Майкъл Ченг.

## Кариерна статистика

### ATP финали (2 титли; 4 финала)
|        | П–З | Година | Турнир            | Клас           | Настилка | Опонент       | Резултат           |
| ------ | --- | ------ | ----------------- | -------------- | -------- | ------------- | ------------------ |
| Победа | 1–0 | 1999   | Дубай Чемпиъншипс | Световни серии | Твърда   | Николас Кифер | 6–4, 6–2           |
| Победа | 2–0 | 2000   | Махаращра Оупън   | Международни   | Твърда   | Маркус Ханчк  | 6–3, 7–6(7–5)      |
| Загуба | 2–1 | 2001   | Хърватия Оупън    | Международни   | Клей     | Карлос Моя    | 4–6, 6–3, 6–7(2–7) |
| Загуба | 2–2 | 2002   | Окланд Оупън      | Международни   | Твърда   | Грег Руседски | 7–6(7–0), 4–6, 5–7 |